# Deadpool (film)
Deadpool är en amerikansk superhjältefilm från 2016 om Marvel Comics-figuren med samma namn. Den regisserades av Tim Miller efter ett manus av Rhett Reese och Paul Wernick. Filmen handlar om den före detta legosoldaten Wade Wilson som blir utsatt för ett experiment som ger honom superkrafter.
Deadpool fick positiva recensioner och blev en kommersiell succé världen över. Många hyllade Reynolds insats, filmens humor och actionsekvenserna. En uppföljare, Deadpool 2, släpptes 2018.

## Handling
Wade Wilson är en före detta specialförbandssoldat, som efter sin tjänstgöring blivit legosoldat. Han träffar den prostituerade Vanessa och de blir ett par. Efter ett kort lyckligt förhållande får Wilson obotlig cancer. För att bespara Vanessa smärtan av att se honom sjukna in lämnar han henne. 
Han blir då kontaktad av en person som påstår sig både kunna bota honom och ge honom superkrafter. Wilson går med på det och blir förd till en hemlig anläggning där föreståndaren Ajax och hans medhjälpare Angel är resultat av tidigare experiment. Ajax injicerar ett serum som ska ta fram Wilsons recessiva mutantgen, och torterar honom för att adrenalinet ska få mutationen att slå igenom. När mutationen inleds upptäcker Ajax att Wilson fått en förmåga att läkas mycket snabbt, men dessutom förvandlas Wilsons utseende. Wilson bryter sig fri och efter ett slagsmål med Ajax (som inte känner smärta), tros Wilson vara död.
Wilson försöker ta kontakt med Vanessa, men förmår inte att utsätta henne för smärtan av att se honom med det utseendet. Istället börjar han att tortera Ajax medhjälpare för att få reda på var han håller hus, eftersom Ajax kan hjälpa honom att få tillbaka sitt gamla utseende. Under tiden döljer han sitt ansikte med en mask och en röd dräkt, och antar namnet Deadpool, efter den vadslagning som de andra legosoldaterna har om vem som ska dö först.
I samband med Deadpools mordiska bana genom New York bestämmer sig X-Men-medlemmarna Colossus och Negasonic Teenage Warhead för att sätta stopp för honom, och förmå honom att gå med i X-Men. De lyckas hitta Deadpool, precis när han fått tag på Ajax och ska döda honom. Colossus förhindrar mordet, men Deadpool flyr hem för att omgruppera.
Samtidigt lyckas Ajax och Angel leta reda på Vanessa och kidnappar henne. I numerärt underläge tvingas Deadpool att be Colossus och Negasonic Teenage Warhead om hjälp. Efter en längre kamp mellan Ajax och Angel samt en stor grupp soldater å ena sidan och de tre mutanterna på andra sidan, lyckas Deadpool få tillbaka sin flickvän, trots sitt förvanskade utseende.

## Rollista (i urval)
- Ryan Reynolds – Wade Wilson / Deadpool[2]
- Morena Baccarin – Vanessa Carlysle[3][4]
- Ed Skrein – Francis Freeman / Ajax[5][6]
- Gina Carano – Angel Dust[7]
- T.J. Miller – Weasel[5][8]
- Leslie Uggams – Blind Al
- Brianna Hildebrand – Negasonic Teenage Warhead[9]
- Stefan Kapičić – Peter Rasputin / Colossus (röst)
- Karan Soni – Dopinder
- Jed Rees – The Recruiter
- Stan Lee och Rob Liefeld – DJ på strippklubb (cameo)
- Isaac C. Singleton Jr. – Booth
- Rob Hayter – Bob

## Produktion

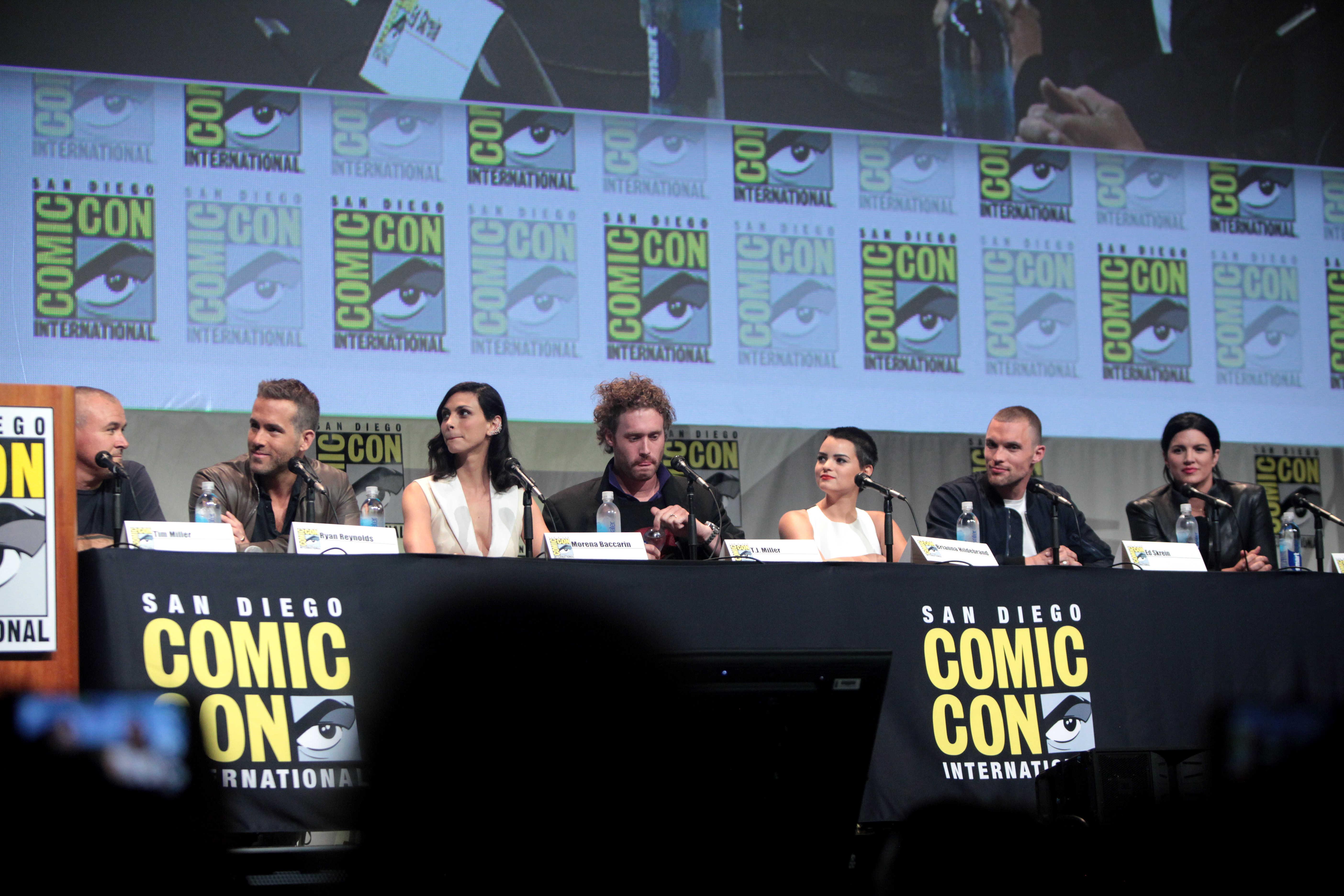
Regissören Tim Miller och skådespelarna Ryan Reynolds, Morena Baccarin, T.J. Miller, Brianna Hildebrand, Ed Skrein och Gina Carano vid San Diego Comic-Con 2015.

I maj 2000 inledde Artisan Entertainment ett samarbete med Marvel Entertainment för att göra en film baserad på Deadpool.
I februari 2004 försökte New Line Cinema producera en film med David S. Goyer. Redan då var det tänkt att Ryan Reynolds skulle spela huvudrollen.
I mars 2005 hamnade projektet hos 20th Century Fox som anlitade Rhett Reese och Paul Wernick som manusförfattare. I april 2011 blev det klart att Tim Miller skulle regissera filmen. I juli 2014 släpptes ett testklipp på internet som fick positiv respons. Därefter meddelade 20th Century Fox att ett premiärdatum är satt till den 12 februari 2016.

### Rollbesättning och inspelning
I december 2014 blev det klart att Reynolds återigen ska spela Deadpool. Tidigare hade han gestaltat honom i X-Men Origins: Wolverine. I januari 2015 anslöt sig T.J. Miller och Ed Skrein till rollbesättningen. I februari 2015 avslöjades det att Morena Baccarin hade fått en roll, och Gina Carano ska spela Angel Dust. Månaden därpå fick man veta att Millers roll är Weasel, medan Baccarin spelar Vanessa Carlysle. Brianna Hildebrand spelar Negasonic Teenage Warhead. I april 2015 blev det bekräftat att Skrein ska spela som skurken Ajax. Några månader senare avslöjades det att Leslie Uggams och Jed Rees hade fått roller. Stefan Kapičić gör rösten till Colossus. Han ersätter Daniel Cudmore som spelade rollen i X-Men-filmerna.
Inspelningen pågick från den 23 mars 2015 till den 29 maj 2015 i Vancouver.

## Musik
Musiken komponerades av Tom Holkenborg och ett album släpptes digitalt den 12 februari 2016.

### Låtlista
1. "Angel of the Morning" – 4:12
2. "Maximum Effort" – 2:08
3. "Small Disruption" – 1:12
4. "Shoop" – 4:08
5. "Twelve Bullets" – 2:50
6. "Man in a Red Suit" – 2:20
7. "Liam Neeson Nightmares" – 1:56
8. "Calendar Girl" – 2:37
9. "The Punch Bowl" – 5:55
10. "Back to Life" – 2:12
11. "Every Time I See Her" – 0:54
12. "Deadpool Rap" – 3:25
13. "Easy Angel" – 2:31
14. "Scrap Yard" – 6:50
15. "This Place Looks Sanitary" – 4:10
16. "Watership Down" – 3:37
17. "X Gon' Give It to Ya" – 3:46
18. "Going Commando" – 1:00
19. "Let's Try to Kill Each Other" – 2:24
20. "Stupider When You Say It" – 0:54
21. "Four or Five Moments" – 3:07
22. "Careless Whisper" – 5:02

## Mottagande
Deadpool fick positiva recensioner från filmkritiker och slog flera kassarekord. Bland annat är det den film som dragit in mest pengar på listan över barnförbjudna filmer.
Rotten Tomatoes rapporterade att 84 procent, baserat på 289 recensioner, hade satt ett genomsnittsbetyg på 6,9 av 10. På Metacritic nådde filmen genomsnittsbetyget 65 av 100, baserat på 49 recensioner.

## Uppföljare
Arbetet med en uppföljare tillkännagavs i ett tidigt skede. Den 22 oktober 2016 lämnade regissören Miller uppföljaren på grund av att han inte kunde komma överens med Reynolds, vilket bland annat rörde valet av skådespelare. Den 3 november 2016 meddelade Junkie XL via Facebook att han också lämnade filmen. Den 9 november 2016 bekräftade Kinberg att en tredje uppföljare redan planerades med gruppen X-Force.
Den 18 november 2016 blev det klart att David Leitch tog över ansvaret som regissör från Miller  och i februari 2017 offentliggjordes att Drew Goddard skulle hjälpa Rhett Reese och Paul Wernick med manusarbetet. Den 9 mars 2017 meddelade Reynolds att Zazie Beetz fått rollen som Domino.

### Deadpool: No Good Deed
Deadpool: No Good Deed är en kortfilm från 2017, regisserad av David Leitch efter ett manus av Rhett Reese. Sekvensen släpptes innan biopremiären av Logan – The Wolverine i USA. Därefter kunde den ses på Youtube. Kortfilmen ska inte anses som första trailer för uppföljaren.